# Gare (Backwaren)
Unter Gare verstehen Bäcker und Konditoren die Gärzeit von aufgearbeiteten Teiglingen im Gärraum. In dieser Zeit sollen die enthaltenen Backhefen und/oder Milchsäurebakterien durch Gärung Kohlendioxid und Ethanol bilden. Die Gärungsphase des Gesamtteigs vor der Aufarbeitung wird Stockgare, die sich daran anschließende der einzelnen Backwaren (Teiglinge) zur Abgrenzung gelegentlich Stückgare genannt. 
- Das gebildete Kohlendioxid dient dazu, das Volumen der Teiglinge zu vergrößern und durch die dabei entstehende Porung das spätere Eindringen von Hitze im Backprozess zu beschleunigen.
- Ethanol aus der Gärung verbindet sich teilweise mit Säuren im Teig und führt so zu Bildung von Estern, die das spätere Gebäckaroma bewirken.

Die Temperatur im Gärraum beträgt für die Stückgare ca. 35 °C und die Luftfeuchtigkeit sollte, in Abhängigkeit vom Produkt, etwa 60–80 % betragen. Die Gare dauert je nach Gebäckart etwa 25–50 Minuten. Längere Gärzeiten bedeuten in der Regel ein besseres Gebäckaroma, jedoch lässt sich die Gärzeit nicht beliebig verlängern, da der Kleber (Gluten) bei manchen Teigen nicht genügend Standfestigkeit besitzt und der Teig vor Ende der Gärzeit dann auseinander fließt (=mangelhafte Gärtoleranz).